# The Crow: City of Angels
The Crow: City of Angels er en amerikansk actionthriller og fantasyfilm fra 1996 og er instrueret af Tim Pope.

## Medvirkende
- Vincent Pérez som Ashe Corven/The Crow
- Mia Kirshner som Sarah
- Richard Brooks som Judah Earl
- Thuy Trang som Kali
- Iggy Pop som Curve
- Thomas Jane som Nemo
- Vincent Castellanos som Spider Monkey
- Eric Acosta som Danny
- Beverley Mitchell som Grace
- Ian Dury som Noah
- Tracey Ellis som Sybil
- Alan Gelfant som Bassett
- Deftones som dem selv